# Germania Superior
Germania Superior  ("Felső-Germánia") a Római Birodalom egyik közigazgatási egysége, provinciája volt. Területe a mai Nyugat-Svájcra, Délnyugat-Németországra, valamint Franciaország elzászi és Jura-hegységbeli részére terjedt ki. Székhelye Mogontiacum (a mai Mainz) volt, jelentősebb települések voltak még Vesontio (Besançon), Argentoratum (Strasbourg) vagy Aquae Mattiacae (Wiesbaden) is. Keleti határán húzódott a limes germanicus, a birodalmat védő erődített határvonal. Bár területét már Augustus idején meghódították, formálisan csak i. sz. 85 körül szervezték provinciává.

## Története
Iulius Caesarnak a gall háborúról írt művében még nem szerepelnek a "Felső-Germánia" és "Alsó-Germánia" kifejezések, de a térségben már éltek törzsek, amelyeket a rómaiak összefoglalóan germani cisrhenani-nak (Rajnán inneni germánok) neveztek és róluk kapta a nevét a régió. Alsó-Germániában ekkor rajtuk kívül a gall belgák éltek, Felső-Germániában pedig a szintén gall helvétek, sequanusok, leucusok és treverusok, valamint a Közép-Rajna északi partján azoknak a germánoknak a maradéka, amelyek Ariovistus vezetésével megkísérelték bevenni Vesontiót, és akiket Caesar i. e. 58-ban legyőzött.
A rómaiak a gall háborúk után sem hagyták el a régiót. Augustus uralkodásának első éveiben (i.e. 28–23) közvetlen kormányzása alá vette a nagyobb szenátusi provinciákat azzal az ürüggyel, hogy fennáll a lázadás veszélye és csak neki áll rendelkezésére elegendő katonai erő a kordában tartásukhoz. Tíz év elteltével visszakerültek volna a szenátus által választott proconsulok irányítása alá. Ezek között volt Felső-Germánia is, amely a jelek szerint valamikor a köztársaság utolsó éveiben vált provinciává. Germania Superiort Tacitus is megemlíti Évkönyveiben (3.41, 4.73, 13.53). Cassius Dio a germánokat is keltáknak tartotta, talán azért mert az ő idejében Alsó-Germánia még Gallia Belgicához tartozott. Ő azt írja, hogy Felső-Germánia egészen a Rajna forrásáig húzódott, de lehet hogy ő nem ismerte a folyó felső, svájci szakaszát.

### A birodalom határán

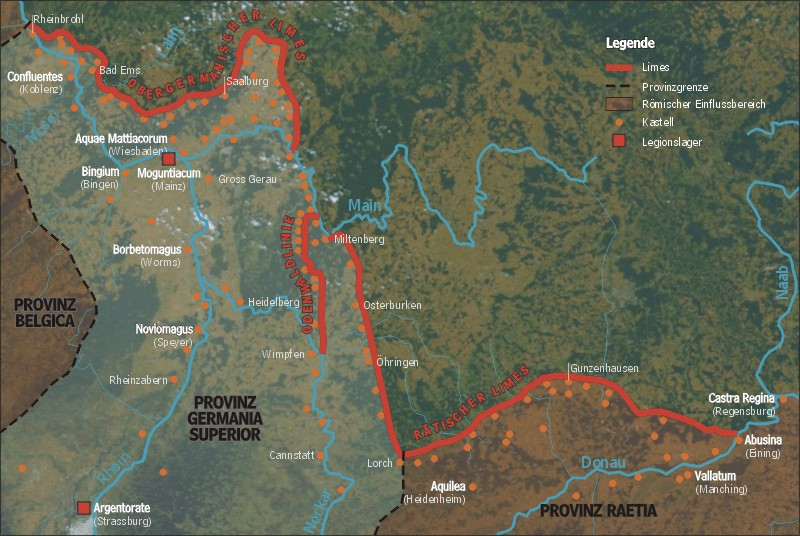
A provincia északi része a limes germanicus-szal

Augustus úgy tervezte hogy egész Germániát egyetlen tartományba, Germania Magnába fogja össze, ezt a tervét azonban meghiúsította a teutoburgi erdőben elszenvedett katasztrofális vereség. A császár ezután úgy döntött, hogy a Rajna-Duna vonalán szabja meg az északkeleti terjeszkedés határát. A határvonalon azonban folyamatosak voltak az összetűzések, emiatt a rómaiak időnként kénytelenek voltak büntetőexpedíciókat indítani és alaposan megerődíteni Germania Superiort.
I. e. 12 körül jelentős katonai bázisaik Castra Veterában (ma Xanten) és Mogontiacumban (Mainz) voltak; innen indította Drusus is a hadjáratait. Ezek körül alakult ki fokozatosan egy védekező erődrendszer. I. sz. 69–70-ben a Rajna és Duna-menti erődöket elpusztította a batavusok felkelése. A felkelés leverése után ezeket újraépítették, kibővítették. Mogontiacum és Augusta Vindelicorum (Augsburg) között út épült.
I. sz. 83-85-ben Domitianus hadat viselt a Frankfurttól északra élő chattus törzs ellen. Ekkor határozták el a folyamatos limes, erődített határvonal megépítését, ahol adott szakaszon kiirtották az erdőt, szakaszonként őrtornyokat, az útkereszteződésekhez erődöket építettek. A chattusok elleni háború végén, 85-ben császári provinciaként újjászervezték Germania Superiort (eközben jelentős területet véve el Gallia Lugdunensisből. Ide került a helvétek szállásterülete is.
A Rajnától keletre fekvő Odenwald területén főút vitt keresztül, míg az erődöket és őrtornyokat másodrendű utak hálózata kötötte össze egymással. E korai szakaszban kormányozta a provinciát Traianus, míg 98-ban a császári trónra nem került.

### Védelmi stratégia

Germania Superior és Germania Inferior a 3. században

A római védelmi stratégia viszonylag egyszerű volt. A Rajna és Duna közötti Agri Decumates régió egy germánlakta kiszögellés volt, amely kettévágta a gallok által sűrűn lakott gall-germán határzónát és ahol a portyázó hadseregek a Fekete-erdő rejtekében viszonylag észrevétlenül mozoghattak. A római védelmi vonal ennek a kiszögellésnek az alapját vágta keresztül. Északi határán, Mogontiacumban rendezték be a fő támaszpontot és helyezték el a stratégiai tartalékot. Az erdőn átvezető erődláncolat tagjai nem voltak túl erősek és az alemannok rendszeresen felgyújtották őket, de ezáltal riadóztatták a mogontiacumi légiókat, amelyek megindíthatták az ellencsapást és a megtorlást.
Az ezt követő hosszú békés időszakban a limes elvesztette ideiglenes jellegét. Kisebb települések alakultak ki az erődök mellett. 150 körülre az addigi fából készült őrtornyokat kőből épültek váltották fel. A legionáriusok kőházakban éltek, melyeknek falát freskók díszítették. Sokat fejlődtek a germánok is. Caesar még azt írta hogy a szvébek nyomorult vesszőkalyibákban laktak; ezzel a szemben a limes mellékén letelepedett chattusok és alemannok kényelmes, római stílusú falvakat építettek maguknak.
400 után Róma fokozatosan elvesztette északi provinciái fölött az uralmat, ahová betelepedtek a népvándorló germán törzsek. Germania Superior déli (svájci) része egy ideig Provincia Maxima Sequanorum része volt, majd az 5. század elején burgundok telepedtek meg itt. Északi része az alemannoké lett.

## Kormányzói
- Caius Silius AD 14–16
- Cnaeus Cornelius Lentulus Gaetulicus 29–39
- Servius Sulpicius Galba, 39–41 (69-ben császár)[4]
- Publius Pomponius Secundus 50–54
- Hordeonius Flaccus kb. 69[5]
- Caius Dillius Vocula 69–70
- Appius Annius Gallus 70–72
- Cnaeus Pinarius Cornelius Clemens 72–75
- Quintus Corellius Rufus 79–83
- Lucius Antonius Saturninus 87–89
- Caius Octavius Tidius Tossianus Lucius Iavolenus Priscus 89–92
- Sextus Lusianus Proculus 93–96[6][7]
- Marcus Ulpius Traianus 96–97 (ezután császár)
- Lucius Iulius Ursus Servianus 97/98
- Ignotus 110–112
- Kan[us Iunius Niger] 116–118[8]
- Caius Quinctius Certus Poblicius Marcellus 121 és 128 között
- [...]ius Celer 128/129-130/131
- Tiberius Claudius Quartinus 133/4 – 134/5
- Titus Caesernius Statianus kb. 149 – kb. 152[9]
- Caius Popilius Carus Pedo kb. 152 – kb. 155
- Lucius Dasumius Tullius Tuscus kb. 155 – kb. 158
- Caius Aufidius Victorinus kb. 162 – kb. 166
- Lucius Victorinus Flavius Caelianus kb. 166 – kb. 169
- Caerellius Priscus, neve bizonytalan; kb. 174 – kb. 177
- Publius Cornelius Anullinus kb. 177 – kb. 180
- Marcus Helvius Clemens Dextrianus 187-?[10]
- Caius Caesonius Macer Rufinianus kb. 200 – kb. 203[10]
- Titus Statilius Barbarus kb. 203[10]
- Quintus Aiacius Modestus Crescentianus kb. 206 – 209[10]
- [...] Avitius 213 körül[10]
- Quintus Junius [...] Quintianus 213 körül[10]
- Claudius Aelius Pollio kb. 218[10]
- Maximus Attianus 229[10]
- Sextus Catius Clementinus Priscillianus kb. 231[10]

## Jelentősebb városok
- Ladenburg (Lopodunum) = Civitas Ulpia Sueborum Nicretum
- Wimpfen = Civitas Alisinensium
- Stuttgart = Cannstatt Castrum
- Rottenburg (Sumelocenna) = Civitas Sumelocennensis
- Rottweil (Arae Flaviae)
- Baden-Baden (Aquae) = Civitas Aquensis
- Mainz (Mogontiacum) = Civitas Aresacium
- Worms (Borbetomagus) = Civitas Vangionum
- Speyer (Noviomagus) = Civitas Nemetum
- Wiesbaden (Mattiacorum) = CivitasMattiacorum
- Heddernheim (Nida) = Civitas Taunensium
- Dieburg = Civitas Auderiensium

## Fordítás
- Ez a szócikk részben vagy egészben  a   Germania Superior című angol Wikipédia-szócikk ezen változatának fordításán alapul.  Az eredeti cikk szerkesztőit annak laptörténete sorolja fel. Ez a jelzés csupán a megfogalmazás eredetét és a szerzői jogokat jelzi, nem szolgál a cikkben szereplő információk forrásmegjelöléseként.